# Romaria do Senhor do Bonfim
A Romaria do Senhor do Bonfim é uma peregrinação religiosa que ocorre anualmente na cidade de Natividade, no estado do Tocantins. As origens da festividade remontam ao ano de 1750, quando, segundo a lenda, uma pequenina imagem de Jesus Crucificado teria sido encontrada por um vaqueiro, enquanto tangia o gado pelos pastos do lugar. Ele teria, então, levado a imagem à sede de Natividade, tendo-a depositado na capela do povoado. Na manhã seguinte, a imagem havia misteriosamente desaparecido, sendo encontrada no lugar onde fora originalmente encontrada. Entendendo este sinal como de origem divina, os habitantes do lugarejo 
construíram uma ermida para abrigar o ícone, lugar em que se encontra até os dias de hoje e que se tornou o ponto focal da romaria.
A peregrinação, que ocorre anualmente nas proximidades do dia 15 de agosto, é considerada a maior manifestação religiosa do estado do Tocantins, e reúne milhares de fiéis. 